# Спальный вагон до Триеста
«Спальный вагон до Триеста» (англ. Sleeping Car to Trieste) — британский шпионский детективный триллер с элементами комедии режиссёра Джона Пэдди Кастэйрса, который вышел на экраны в 1948 году. Это ремейк британского фильма 1932 года «Римский экспресс» (англ.  Rome Express).
Действие фильма начинается на званом приёме в Париже, где светский вор и мошенник капитан Зурта (Альберт Ливен) по заданию шпионки Вали (Джин Кент) крадёт дневник с секретными сведениями, при этом убивая случайного свидетеля. Он передаёт дневник своему сообщнику Карлу (Алан Уитли), который решает обмануть Зурту и сбегает с дневником на поезде «Восточный экспресс». Зурта вместе с Валей успевает сесть на этот поезд, где начинают розыск Карла и документов. В вагоне вместе с ними, в частности, оказываются женатый адвокат Джордж Грант (Дерек де Марни), путешествующий с невинной молодой девушкой Джоан Макстед (Рона Андерсон), британский биржевой маклер Том Бишоп (Дэвид Томлинсон), американский солдат и любитель девушек Уэст (Бонар Коллеано), болтливый увлечённый орнитолог Элвин (Майкл Уорд), грубый и самовлюблённый писатель и общественный деятель Финлей Керри (Алистер Макбейн) со своим забитым подручным Миллсом (Хью Бёрден), пара красивых француженок, нелегально перевозящих через границу коллекцию модных шляпок, шеф-повар поезда Пуарье (Грегуар Аслан), и случайно оказавшийся в поезде инспектор французской полиции Жолиф (Поль Дюпюи). После серии приключений полиции удаётся нейтрализовать преступников, предотвратив опасный военный кризис мирового масштаба.
Большинство критиков сошлось во мнении, что это приятный, лёгкий шпионский триллер с отлично закрученным сюжетом и достаточным насилием, саспенсом и юмором, чтобы увлечь зрителя.

## Сюжет
В Париже во время посольского бала лощёный вор и авантюрист, капитан Зурта (Альберт Ливен) вскрывает сейф, похищая из него важный дневник, который, способен разжечь новый конфликт после Второй мировой войны. Хладнокровно убив слугу, который случайно застаёт его на месте преступления, Зурта передаёт украденный дневник своему сообщнику Карлу (Алан Уитли), который ждёт на улице у окон посольства. Затем Зурта возвращается на бал и вскоре вместе со своей прекрасной спутницей и заказчицей ограбления, иностранной шпионкой Валей Славенка (Джин Кент) покидает посольство. Однако на следующее утро, когда Зурта и Валя приходят к Карлу за дневником, выясняется, что тот обманул их и сбежал, решив заработать на продаже дневника самостоятельно. Под именем Чарльза Пула он садится на шикарный поезд «Восточный экспресс», который следует по маршруту Париж-Дижон-Венеция-Триест-Загреб. Заставив слугу Карла сообщить, куда исчез его хозяин, Зурта и Валя в последний момент успевают сесть на этот поезд. Во время первого обхода поезда они не находят Карла, так как многие купе заперты. При встрече в вагоне-ресторане Зурта говорит Вале, что должен разобраться с Карлом до того, как поезд прибудет в Триест, так как там, по его собственным словам, ему грозит арест и смерть.
Тем временем, оказавшись в своём купе, Карл пытается спрятать дневник, но неожиданно для нег второе место в купе занимает инспектор парижской полиции Жолиф (Поль Дюпюи). В другом купе этого вагона едут американский солдат, сержант Уэст (Бонар Коллеано), и его сосед по купе, орнитолог Элвин (Майкл Уорд), который беспрерывно говорит о птицах. Также в вагоне путешествует пара молодых симпатичных француженок, возвращающихся из Парижа после шопинга, которые просят всех мужчин в вагоне провезти через границу коробки со шляпами, чтобы не платить таможенную пошлину. Тем временем шеф-повара поезда Пуарье (Грегуар Аслан) одолевает сын одного из владельцев железной дороги, англичанин Деннинг (Дэвид Хатчесон), который хочет обучиться французской кухне, но при этом беспрерывно говорит о британских блюдах.
Опасаясь соседства с инспектором Жолифом, Карл, он же Чарльз Пул, подкупает проводника и занимает свободное купе, где прячет дневник. Но перед следующей остановкой в Дижоне его выгоняют из купе, так как оно зарезервировано для знаменитого писателя и общественного деятеля Алистера Макбейна (Финлей Керри). Пул не успевает вынуть из тайника дневник и поначалу не знает, как заполучить его обратно. Но когда он узнаёт, что Макбейн и едет только до Триеста, Пул заключает, что так дневник сохранится даже надёжнее, а после Триеста он сможет спокойно его забрать. Начальник поезда обещает Пулу найти для него другое купе, а пока просит его пройти в вагон-ресторан. Там Пул случайно оказывается за одним столом с женатым адвокатом по разводам Джорджем Грантом (Дерек де Марни), который тайно путешествует с влюблённой в него невинной молодой женщиной Джоан Макстед (Рона Андерсон). К ним в свою очередь навязчиво пристаёт бывший клиент Гранта, лондонский биржевой маклер Том Бишоп (Дэвид Томлинсон). Чтобы Бишоп невольно не скомпрометировал Гранта, Пул представляется его соседом по купе. Бишоп уговаривает Гранта и Пула сыграть в покер, обещая найти четвёртого игрока.
Во время остановки в Дижоне Зурта и Валя внимательно следят за тем, не выйдет ли Пул из поезда. Тем временем своё купе занимает шотландец Макбейн, тщеславный и грубый писатель и общественный деятель, который совершает европейский тур с лекциями в сопровождении своего секретаря Миллса (Хью Бёрден), которого постоянно третирует. Пока Пул и Бишоп отправляются в купе Гранта, тот под надуманным предлогом остаётся в ресторане, чтобы объясниться с Джоан. Он уговаривает её сойти на следующей станции в Лозанне, так как Бишоп ужасный сплетник, и он если что-либо пронюхает об их связи, то обязательно разболтает, а это положит конец деловой репутации Гранта. Он обещает найти для Джоан временно другое купе, а пока будет вынужден играть в покер. Когда Грант возвращается в своё купе, Бишоп уходит на поиски четвёртого игрока. Оставшись в Пулом наедине, Грант благодарит его за то, что тот помог ему в деликатной ситуации. В ответ Пул шантажом добивается от Гранта места в его купе, и Грант вынужден уговаривать Джоан потерпеть, обещая, что вскоре они опять будут вместе. Он организует ей место в купе, где её соседкой является Валя.
Обойдя серию купе, Валя так и не находит Карла, но знакомится с инспектором Жолифом. Затем в вагоне-ресторане Валя встречается с Зуртой, у которого также нет результатов. Валя опасается, что если Карл выедет с дневником за пределы Триеста, это грозит революцией в её стране. Она говорит, что если заполучит дневник, то этим рассчитается за смерть своего отца, после чего будет чувствовать себя свободной. Валя также сообщает, что её соседкой по купе является молодая влюблённая девушка. После ухода Вали в вагон-ресторан заходит Бишоп, уговаривая Зурту принять участие в игре. Вскоре вслед за ним появляются и Грант с Пулом, и Зурта таким образом находит его. Чтобы не упустить Пула, он соглашается сыграть вместе с компанией в покер, при этом Пул всё время безуспешно пытается сбежать из-за стола.
Тем временем заскучавший сержант Вест заходит в купе к француженкам, предлагая весело провести время, но они выставляют его, говоря, что видели много таких солдат в Париже и больше не хотят, «чтобы их освобождали». Когда Макбейн остаётся в купе один, он случайно обнаруживает в ванной комнате дневник, быстро понимая всю его значимость. После завершения партии в покер Зурта идёт за Пулом, который заходит в своё купе, которое тщательно запирает. Грант просит его уйти, но Пул отказывается, и между мужчинами начинается драка. Пул оглушает Гранта бутылкой, и тот теряет сознание. В этот момент, услышав шум, в купе заходит Зурта с пистолетом в руке. Он требует отдать дневник, на что Пул предлагает сделку. Он говорит, что дневник находится в купе, которое освободит человек, который едет до Триеста. Но Зурта ему не верит ему. Пул пытается напасть на Зурту с ножом, но Зурта в драке убивает Пула его же оружием. Так и не найдя в купе дневника, Зурта уходит, устраивая сцену так, будто это Грант убил Пула из-за карточного выигрыша. В коридоре он встречает Джоан, которая заходит в купе Гранта, видя убитого Пула. В этот момент Грант приходит в себя и говорит, что между ними была драка, после чего он ничего не помнит. Поняв, что он был без сознания около получаса, Грант догадывается, что за это время кто-то зашёл в купе и убил Пула. Грант отправляет Джоан обратно в её купе, говоря, что она ни в коем случае не должна быть замешана в этом деле. В этот момент появляется проводник, сообщая, что должен проводить Пула в освободившееся для него купе. Несмотря на возражения Гранта, проводник заходит в купе, обнаруживая убитого Пула. Заперев Гранта и Джоан в купе, он уходит за начальником поезда и инспектором Жолифом. Будучи опытным адвокатом, Грант излагает Жолифу убедительную версию того, что произошло. Тот однако сомневается и оставляет Гранта и Джоан под стражей.
На следующее утро в вагоне-ресторане Валя говорит Зурте, что сочувствует Джоан и не хочет, чтобы она пострадала. Зурта отвечает ей, что её и Гранта им послал сам Бог, чтобы отвезти от них самих подозрение. Напоминая, что если всё вскроется, ему грозит смертная казнь и ей тоже не удастся избежать наказания, Зурта просит Валю обеспечить ему алиби, заявив, что сразу после завершения покера и до 3:30 он провёл в её купе. На вокзале в Венеции Жолиф встречает комиссара местной полиции, который однако передаёт все полномочия по расследованию французскому инспектору. При допросе Бишопа Жолиф выясняет, что Пул и Грант были деловыми партнёрами и работали над одним делом. Решив продолжить поиски дневника, Зурта просит у начальника поезда предоставить ему отдельное купе, которое от Триеста зарезервировал за собой умерший Пул. Дождавшись, когда Макбейн выйдет из купе, Зурта незаметно проникает внутрь и начинает поиск дневника. После допроса Джоан инспектор понимает характер её отношений с Грантом, после чего адвокат честно рассказывает ему всю историю, подчёркивая репутационные моменты. Одновременно Грант доказывает Жолифу, что не убивал Пула, так как по заключению врача в момент убийства был без сознания. Жолиф однако предлагает версию, что Грант совершил это преступление с помощью Джоан, которая была его соучастницей и даже ударила его бутылкой по голове, чтобы обеспечить алиби. А мотивом было то, что Пул знал его секрет и шантажировал его. Джоан говорит, что может опровергнуть эту версию, так как в момент убийства была в своём купе вместе с Валей, которая подтвердит это. Валя однако утверждает, что была с Джоан только до половины первого, после чего та ушла, что рушит алиби Джоан на момент убийства. Так и не найдя дневника, Зурта дожидается возвращения Макбейна и Миллса, и угрожая им оружием, требует отдать дневник. Миллзу удаётся прижать Зурту дверью, и выстрел последнего уходит вверх. Появляется вооружённый итальянский полицейский, который разоружает Зурту и ведёт его к Жолифу. Макбейн отправляется вместе с ними, поручая своему секретарю навести порядок в купе. На допросе у инспектора Джоан утверждает, что прошлой ночью встретила в коридоре Зурту, что обеспечивало бы ей алиби, но Зурта отказывается подтвердить это.
Тем временем Миллс случайно обнаруживает дневник, спрятанный за зеркалом, которое разбилось от выстрела Зурты. Он забирает дневник и читает его. Когда Макбейн возвращается, Миллс обвиняет его в том, что тот скрывал от властей дневник, который способен развязать новую войну в Европе. Миллс считает, что поскольку в одной из стран запретили его лекции, Макбейн решил отомстить правительству этой страны, спровоцировав с помощью дневника войну. Миллс требует 10 тысяч фунтов за дневник, в противном случае угрожает передать его властям, что приведёт к аресту Макбейна за присвоение чужой собственности. Уверяя, что это подделка, Макбейн отбирает у него дневник и относит его Жолифу, которому по служебным каналам уже доложили о похищении дневника из посольства. Макбейн утверждает, что в присутствии Миллса обнаружил дневник в своём купе. Жолиф понимает, что Пул спрятал дневник в этом купе, чтобы позднее его забрать. Он говорит, что Зурта, которого поймали в купе Макбейна, искал там этот дневник, а перед этим из-за дневника убил Пула. Зурта однако говорит, что в момент убийства он был вместе с Валей в её купе, и она повторно подтверждает эту версию. Тем временем Бишоп в ресторане случайно находит свидетеля, соседа Зурты по купе, который утверждает, что тот вернулся в 2:00, что противоречит утверждению Зурты и Вали. Понимая, что разоблачён, Зурта выхватывает у полицейского пистолет, и угрожая им, требует у Жолифа дневник. Затем он открывает дверь и выпрыгивает из вагона, попадая под движущийся навстречу поезд, погибая вместе с дневником. Закончив дело, Жолиф возвращается в Париж вместе с Валей, с которой не сняты подозрения в соучастии в преступлении. Тем не менее, он приглашает её на бокал вина.

## В ролях
- Джин Кент — Валя
- Альберт Ливен — Зурта
- Алан Уитли — Карл/Чарльз Пул
- Деррик Де Марни — Джордж Грант
- Поль Дюпюи — инспектор Жолиф
- Рона Андерсон — Джоан Макстед
- Дэвид Томлинсон — Том Бишоп
- Бонар Коллеано — сержант Вест
- Финлей Керри — Алистер Макбейн
- Хью Бёрден — Миллс
- Майкл Уорд — Элвин
- Грегуар Аслан — Пуарье, шеф-повар
- Джордж Де Варфаз — начальник поезда
- Жерар Хайнц — посол

## Создатели фильма и исполнители главных ролей
Как отмечает историк кино Дэвид Вайнъярд, сценарист Аллан Маккиннон был не только первоклассным автором кинотриллеров, но и первоклассным автором триллеров сам по себе, его часто сравнивали с такими писателями, как Виктор Кэннинг и Джеффри Хаусхолд (англ. Jeoffrey Household). По его сценариям поставлено 22 фильма, среди которых «Неопубликованная история» (1942), «Дом шантажа» (1953), «Возвращение Святого» (1953) и «Время — это мой враг» (1954).
По словам Вайнъярда, «Джон Пэдди Кастэйрс был первоклассным британским режиссёром», поставившим такие фильмы, как «Святой в Лондоне» (1939), «Танец с преступником» (1947), «Неприятности в лавке» (1953), «Мистер Питкин: вверх тормашками» (1956) и «Мистер Питкин в тылу врага» (1958).
Вайнъярд далее отмечает, что хотя «актёрский состав, хотя и не блистал громкими именами, за исключением, возможно, Кент, он представлял собой настоящую плеяду лучших британских и международных характерных актёров». Джин Кент с 1935 по 1976 год сыграла в 39 фильмах, среди которых «Девочка для удовольствия» (1947), «Человек внутри» (1947), «Та самая женщина» (1950), «Версия Браунинга» (1951), «Здравствуй, грусть» (1958) и «За этим местом» (1959).

## История создания и проката фильма
Фильм является ремейком британского фильма 1932 года «Римский экспресс» (англ.  Rome Express).
Изначально фильм носил название «Спальный вагон до Вены» (англ. Sleeping Car to Vienna)
Съёмки фильма проходили на студии D&P Studios в Денэме, Бакингемшир, Великобритания
Для актрисы Роны Андерсон этот фильм стал дебютным. Позднее она вспоминала: «Мне очень понравилось сниматься в этом фильме. В нем было много приятных, небольших эпизодических ролей. У Пэдди Карстейрса был хороший способ расслабить тебя, и, думаю, он вообще умел хорошо ладить с актёрами».
Исполнительница главной женской роли Джин Кент наоборот говорила, что ей не понравился фильм и работа с Карстейрсом: «Никогда не знаешь, чего от него ожидать. Не помню, чтобы я получала от этого удовольствие. У меня была дурацкая одежда. Я хотела быть очень французской в простом чёрном и маленьком берете, но мне пришлось носить эту глупую одежду в диоровском стиле New Look. Я играла какую-то супершпионку. Но на кого я шпионила?».
Премьера фильма состоялась в Лондоне 6 октября 1948 года. В широкий прокат в Великобритании фильм вышел 8 ноября 1948 года. В США фильм вышел на экраны 16 апреля 1949 года.
Фильм оказался более популярным в США, чем большинство британских фильмов, и долго шёл в кинотеатрах Нью-Йорка.

## Сопоставление с фильмом «Римский экспресс» (1932)
По словам киноведа Дэвида Френда, это один из заметных фильмов о поездах, среди которых фильм Хичкока «Леди исчезает» (1938), «конечно, является золотым стандартом», хотя «Ночной поезд в Мюнхен» (1940) и «Узкая грань» (1952) тоже достойны внимания.
Как отметил историк кино Майк Туни, эта картина является ремейком британского фильма 1932 года под названием «Римский экспресс» с несколько отличающейся сюжетной линией и другими сценаристами. В обоих фильмах сыграл Финлей Керри, хотя и в разных ролях. Френд указывает, что «ремейк довольно точно следует оригиналу». Сюжет фильма 1932 года вращается вокруг картины Ван Дейка, которая была украдена бандой воров. Пул, один из членов банды, пытается сбежать с картиной на поезде «Римский экспресс», курсирующем между Парижем и Римом, но его сообщник Зурта садится в поезд в погоне за ним. Также на борту находятся супружеская пара, изменяющая друг другу, скучный англичанин, помешанный на гольфе, богатый, но скупой бизнесмен и его забитый секретарь/слуга, французский полицейский и американская кинозвезда со своим менеджером/пиарщиком.
По словам Френда, этот новый фильм аккуратно погружён в политическую ситуацию Европы конца 1940-х годов, хотя об этом упоминается лишь косвенно. За исключением первых пяти минут, всё действие происходит в поезде, поэтому «любители железных дорог и ретро-романтики получат удовольствие, рассматривая купе и коридоры. Как и в первой картине, здесь нет центрального героя и нет масштабного заговора, который нужно раскрыть, но сам по себе фильм заслуживает просмотра».
В отличие от картины 1932 года в этом фильме поездом становится «Восточный экспресс», «хотя самое большое отличие в сюжете, вероятно, заключается в Макгаффине: вместо картины теперь дневник. Кинозвезда тоже исчезла, бизнесмен теперь известный писатель, а зануда-любитель гольфа теперь богатенький прожигатель жизни». Кроме того, добавлено ещё несколько персонажей, среди которых муж-изменник с любовницей, биржевой маклер, американский солдат из Нью-Йорка, известный писатель со слугой, орнитолог, французский полицейский инспектор и биржевой маклер, а также французский шеф-повар, вынужденный выслушивать кулинарные рассуждения английского сына владельца железной дороги.
Финлей Керри, который в фильме 1932 года играл роль пиарщика кинозвезды, на этот раз играет отвратительного влиятельного общественного деятеля Алистера Макбейна, который постоянно третирует своего кроткого маленького секретаря.

## Оценка фильм критикой
После выхода фильма кинокритик Томас М. Прайор написал в «Нью-Йорк Таймс», что хотя эта британская мелодрама «не лишена недостатков, в целом это весьма интересная картина. Продюсеры обеспечили достаточно эпизодов насилия и юмора, чтобы поддерживать ум в тонусе на протяжении большей части картины. Сценарист не тратит слов попусту, а режиссёр быстро создает нужную атмосферу саспенса в первой части фильма». Как отмечает критик, «режиссёр Джон Пэдди Карстейрс умело маневрирует преследователями и преследуемыми по поезду естественным и правдоподобным образом, так что возможность неминуемой встречи создает большое напряжение. Когда камера перемещается по мчащемуся поезду, появляется несколько интересных персонажей, и благодаря ловкому жонглированию обстоятельствами со стороны автора все они логически вовлекаются в окончательное возвращение дневника». По словам Прайора, «исполнители главных ролей не слишком знакомы местной публике, и временами диалоги теряются в глотках некоторых актёров, но в целом игра актёров оставляет приятное впечатление».
Современный историк кино Дерек Виннерт назвал картину «причудливым и забавным ремейком прародителя всех железнодорожных триллеров, фильма 1932 года „Римский экспресс“, о шпионах, подлых похитителях произведений искусства и шантажистах» на борту трансъевропейского поезда. Хотя этот фильм и «не такой роскошный и скоростной, как уважаемый оригинал, он совсем неплох, даже довольно увлекателен».
По мнению Майка Туни, «для истории об убийстве и политических интригах у этого фильма удивительно лёгкий тон. Большая часть фильма посвящена забавному взаимодействию персонажей — даже у злодея, кажется, есть человеческая сторона. Это, наряду с остальной частью сюжета, делает фильм весьма смотрибельным».
Дэвид Вайнъярд пришёл к заключению, что это «превосходный шпионский фильм, действие которого разворачивается в поезде (да еще и в знаменитом „Восточном экспрессе“), с первоклассным актёрским составом и захватывающим, хитроумно выстроенным сценарием и соответствующими персонажами. Вероятно, именно поэтому этот фильм доставляет такое удовольствие». Здесь нет вопросов международного сотрудничества, как в «Берлинском экспрессе» (1948), и нет лихого героя и отважной героини, как в «Леди исчезает» (1938). «Поезд полон людей с недостатками, но не злых. Даже Зурта и Валя не злые, а просто люди, вовлеченные в свои собственные комичные и трагические драмы, собранные вместе в искусственной среде и довольно жестоко, но с британской сдержанностью и вкусом, препарированные под давлением обстоятельств. Американец вульгарно гоняется за девушками (молодая француженка многозначительно говорит ему: „Мы устали от того, чтобы нас освобождали“). Шотландец дешёв, жесток, тщеславен и мелочен, британцы все замкнутые и осуждающие, а европейцы кажутся скучающими и немного грубыми». Но, по мнению Вайнъярда, «всё написано и сыграно настолько искусно, что в конечном итоге в персонажах со всеми их недостатками вы признаете людей, заслуживающих сочувствия, в зависимости от степени их невинности». В этом спальном вагоне «никто, и уж точно не зрители, не сомкнут глаз» до самого конца.